# Kuzman (priimek)
Kuzman je priimek več znanih ljudi:

## Znani slovenski nosilci priimka
- Anton Kuzman, poslanec Skupščine RS (1990-92)
- Boštjan Kuzman (*1976), matematik
- Drago Kuzman (*1971), biofizik, bioinformatik (farmacija/fizika)
- Janez Kuzman, arhitekt (Genius loci)
- Jože Kuzman (*1944), vojak, publicist
- Karl Kuzman (1941 - 2022), strojnik, univ. profesor
- Marika Mihelčič (r. Kuzman), profesorica defektologije, surdopedagoginja
- Uroš Kuzman (*1984), matematik in komik (stand-up)
- Zdenko Kuzman, tekstopisec ?

## Znani tuji nosilci priimka
- Aleksander Kuzman (*1962), izraelsko-ruski šahovski velemojster
- Drago Kuzman, hrvaški tenisač